# فيشهورود
فيشهورود (Вишгород) هي مدينة في مقاطعة كيييفسكا في أوكرانيا.
يبلغ عدد سكانها حوالي 25120 نسمة.

## توأمة
لفيشهورود اتفاقيات توأمة مع كل من:
- ديلتشيفو
- Eichenau [الإنجليزية]‏
- بيلغورود

## أعلام
- سفياتوبولك ازياسلافيتش
- ياروسلاف الحكيم
- فسيفولود الثاني
- لوكا ميخايلوفيتش
- فسيفولود ياروسلافوفيتش